# Tenggarong
Tenggarong est une ville d'Indonésie dans la province de Kalimantan oriental dans l'île de Bornéo. C'est le chef-lieu du kabupaten de Kutai Kartanegara.
Sa superficie est de 398 km2. Sa population était de 67 300 habitants en 2005.

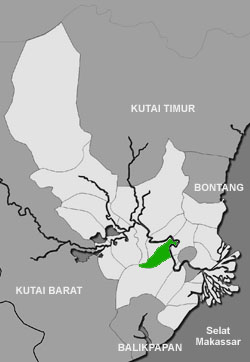
Tenggarong (en vert) dans le kabupaten de Kutai Kartanegara.

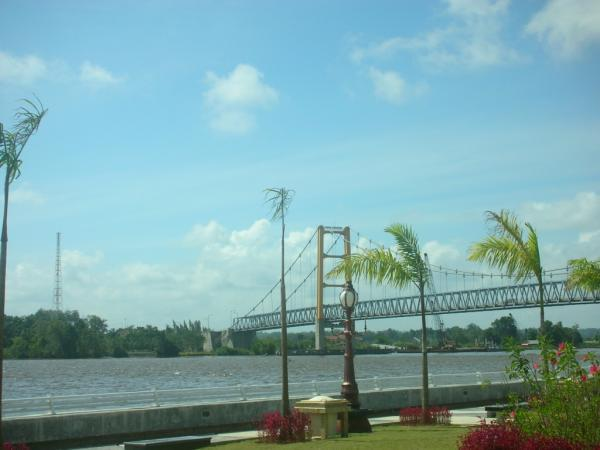
Le pont Kutai Kartanegara franchissant le Mahakam à Tenggarong.

## Histoire

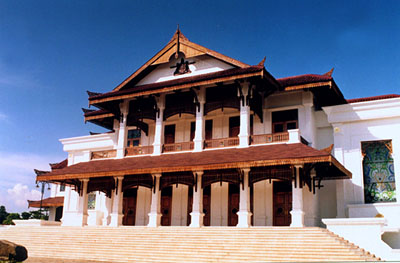
Le nouveau kedaton (palais royal) de Kutai Kartanegara, inauguré en 2002.

Tenggarong était la capitale du sultanat de Kutai, fondée en 1782 par le 15e roi de Kutai, Aji Muhammad Muslihuddin.
Le nom original de la ville était Tangga Arung, « la maison du prince ».

## Tourisme

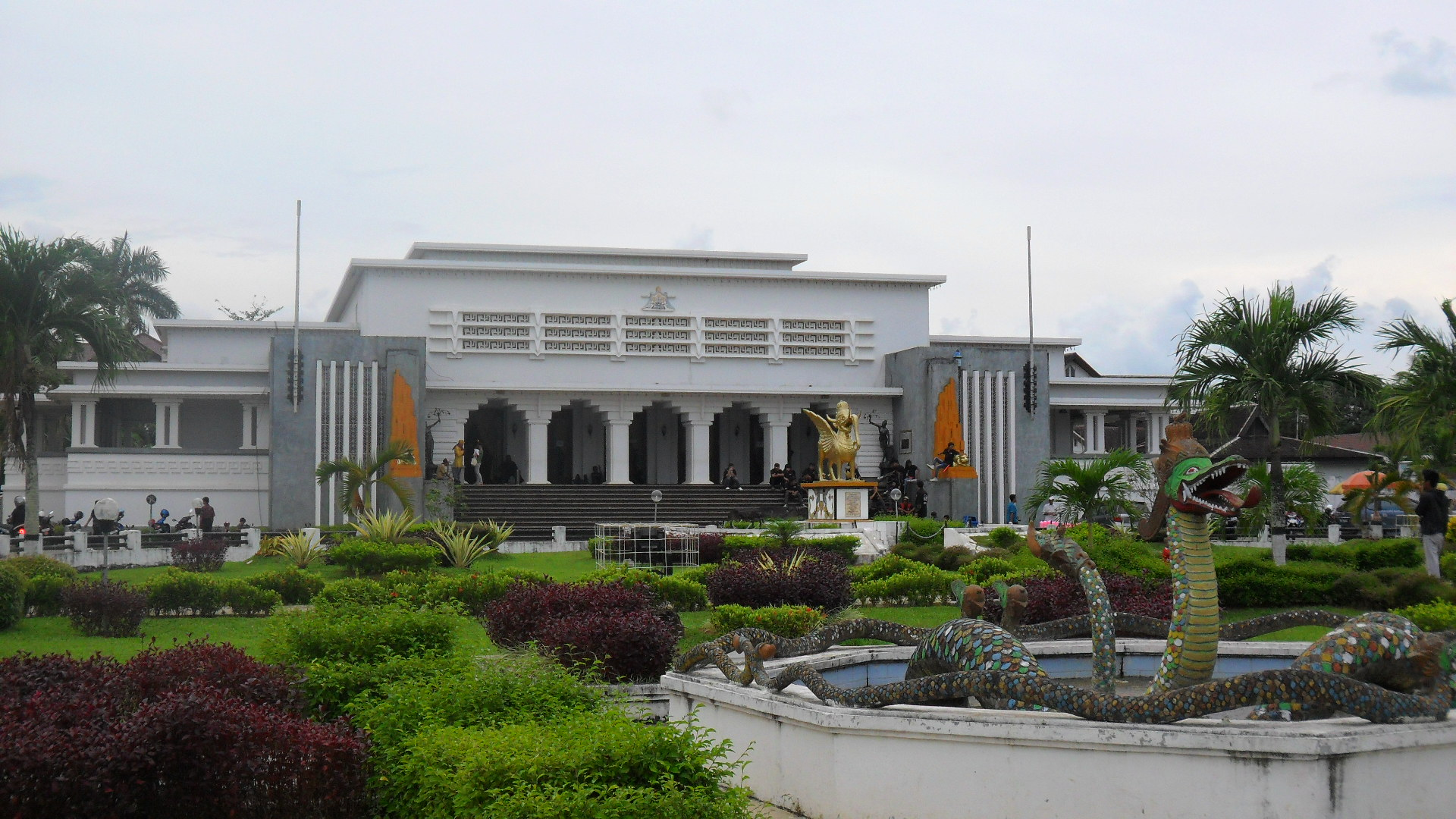
Le musée Mulawarman.

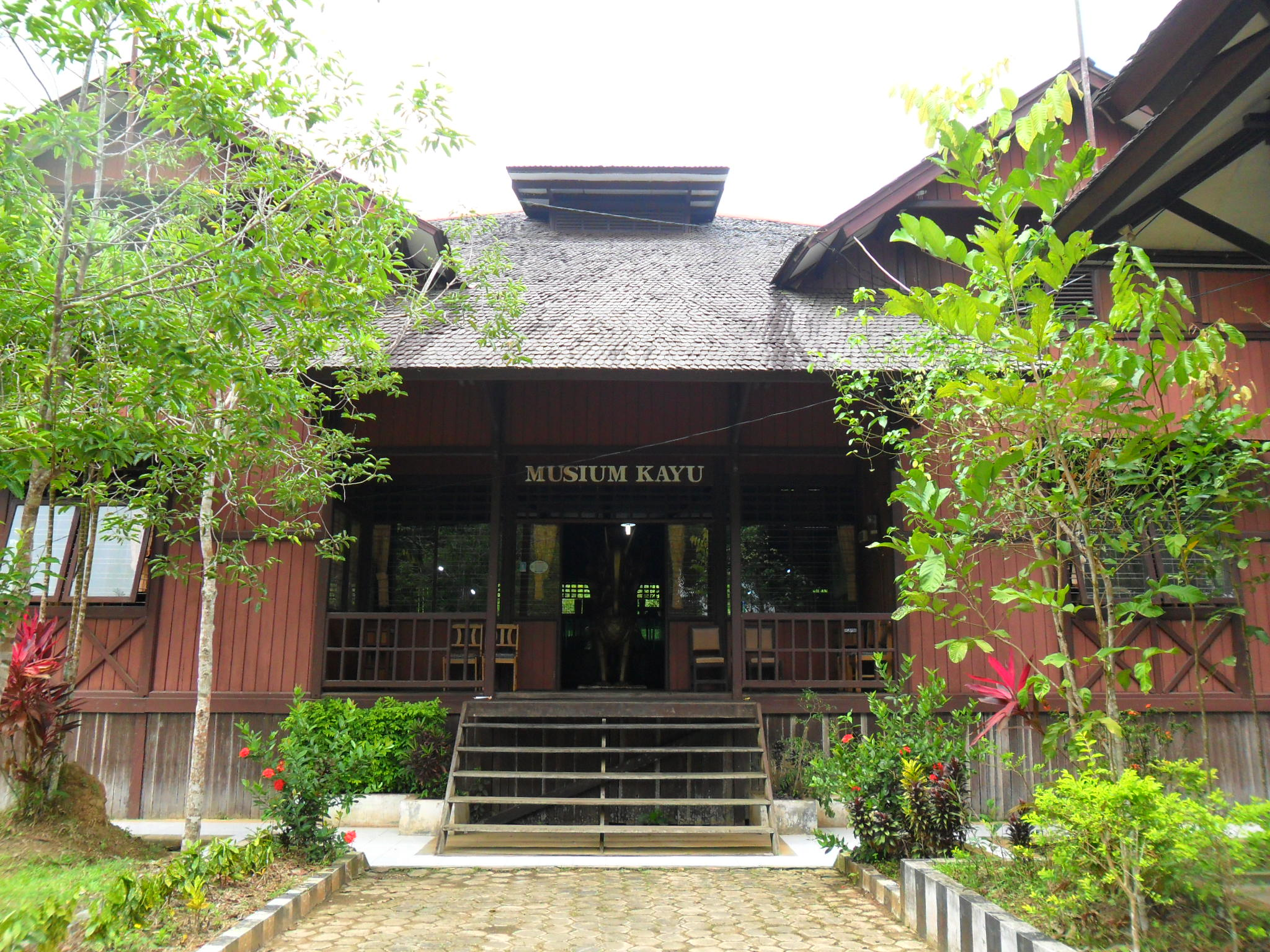
Le musée du Bois Tuah Himba.

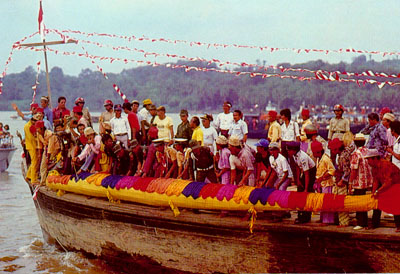
Le Mengulur Naga (« déroulement du dragon »), une des manifestations de l'Erau.

- Le musée Mulawarman est dans l'ancien palais royal.
- Le cimetière royal
- Le musée du Bois Tuah Himba
- L'île de Kumala.
- La fête traditionnelle de l'Erau qui a lieu chaque année en septembre.